# 幸せの花
もしかして
- しあわせの花

ではありませんか？